# Сыма Фу
Сыма Фу (180—272) — политический деятель Цао Вэй эпохи Троецарствия в Китае.

## Биография
Сыма Фу был младшим братом Сыма И и также служил государству Цао Вэй. Хотя он не имел экстраординарных способностей старшего брата, считалось, что он хорошо эрудирован, талантлив и великодушен. Поскольку Сыма Фу хорошо разбирался в литературе, у него были тесные связи с Цао Чжи, сыном Цао Цао.
После смерти Сыма И он служил его сыновьям — Сыма Ши и Сыма Чжао. Когда враждебные государства Шу Хань и Восточное У напали на Цао Вэй, Сыма Фу, несмотря на свою старость, повел против них армии, и сыграл важную роль в остановке их наступления.
После основания династии Цзинь император У-ди (Сыма Янь) предложил благородный статус Сыма Фу и всей его семье, но тот отказался, сказав: «Я являюсь и всегда был слугой государства Вэй».

## Семья
- Предки:
  - Сыма Цзун (司马钧), прапрадедушка, был генералом, завоевавшим Западный край при ханьском императоре Ань-ди
  - Сыма Лян (司马量), прадед, служил префектом Ючжан
  - Сыма Цзун, дед, служил префектом Иньчуан
  - Сыма Фан, отец
- Братья:
  - Сыма Лан, старший брат, служивший Цао Вэй
  - Сыма И, старший брат, также служивший Цао Вэй
  - Сыма Куй (司马馗), младший брат
  - Сыма Сюнь (司马恂), младший брат
  - Сыма Цзинь(司马进), младший брат
  - Сыма Тун (司马通), младший брат
  - Сыма Минь (司马敏), младший брат
- Сыновья:
  - Сыма Юн (司馬邕), служил полковником пехоты и смотрителем дворца Вэй, умер раньше отца
  - Сыма Ван (司馬望), усыновлен Сыма Ланом, служил министром по населению, носил титул вана Иян во время правления династии Цзинь
  - Сыма Фу (司馬輔), служил администратором Еван в Цао Вэй, носил титул вана Бохай во время правления династии Цзинь, позже стал ваном Тайюани
  - Сыма И (司馬翼), служил генералом Убэнь при дворе Цао Вэй, умер раньше основания династии Цзинь
  - Сыма Хуан (司馬晃), в Цао Вэй получил титул хоу Сиань. Во время династии Цзинь он стал ваном Сяпи и служил начальником работ
  - Сыма Мэй (司馬瑰), во время правления династии Цзинь стал ваном Тайюани
  - Сыма Гуй (司馬珪), во время правления династии Цзинь стал ваном Гаояна и служил правым заместителем главы имперского секретариата
  - Сыма Хэн (司馬衡), во время правления династии Цзинь стал ваном Чанша
  - Сыма Цзин (司馬景), в Цао Вэй получил титул хоу Аньлетина, во время правления династии Цзинь стал ваном Пэй